# Isseroda
Isseroda település Németországban, azon belül Türingiában. Lakosainak száma 565 fő (2017. december 31.). Isseroda Bad Berka, Bechstedtstraß, Troistedt és Nohra (bei Weimar) községekkel határos.

## Népesség
A település népességének változása:

| 2017 | 565 |